# Вильсон, Вудро
То́мас Ву́дро Ви́льсон (Уи́лсон; англ. Thomas Woodrow Wilson; 28 декабря 1856, Стонтон, штат Виргиния — 3 февраля 1924, Вашингтон, федеральный округ Колумбия) — американский политический, государственный деятель, историк и политолог, занимавший пост 28-го президента США в 1913—1921 годах. Лауреат Нобелевской премии мира 1919 года, присуждённой ему за миротворческие усилия.
Будучи кандидатом от Демократической партии, он был избран губернатором штата Нью-Джерси в 1910 году, а в 1912 году — президентом США, когда голоса сторонников республиканцев раскололись между Теодором Рузвельтом и Уильямом Тафтом. Был переизбран в 1916 году. Второй срок его президентства был отмечен вступлением США в Первую мировую войну (март 1917 года) и активными дипломатическими усилиями Вильсона по мирному урегулированию, выраженными в «Четырнадцати пунктах». Вильсон стал первым президентом США, посетившим с официальным визитом Европу (для участия в работе Парижской мирной конференции). Предложения Вильсона были положены в основу Версальского договора. Вильсон был одним из инициаторов создания Лиги Наций, однако Сенат США отказал во вступлении в эту организацию. В 1913 году Вильсон подписал законопроект о создании Федеральной резервной системы, которая выполняет роль центрального банка США, имеет инструменты государственного влияния, но форма собственности капитала является частной — акционерная с особым статусом акций. Находился под сильным влиянием полковника Хауса.

## Происхождение
Томас Вудро Вильсон родился в Стонтоне (штат Виргиния), в семье доктора богословия Джозефа Вильсона (1822—1903) и Джанет Вудро (1826—1888). Фамилия матери стала его вторым (а в дальнейшем — и первым) именем.
В жилах Вудро Вильсона преобладала шотландская и ирландская кровь. Его дедушка и бабушка по отцу эмигрировали в США в 1807 году из города Страбэйн (графство Тирон, Северная Ирландия). Обосновавшись в штате Огайо, дед Джеймс Уилсон вскоре начал издавать аболиционистскую и протекционистскую газету «The Western Herald and Gazette». В городе Стьюбенвилл (штат Огайо) у него родился сын Джозеф Рагглз, пошедший не по стопам отца.
Пресвитерианский богослов Джозеф Рагглз Вильсон женился на Джанет Вудро, уроженке Карлайла (английское графство Камберленд). Её отец, доктор Томас Вудро, и мать, Мэрион Вильямсон, были шотландцами. В 1851 году Джозеф и Джанет переехали на Юг, где Джозеф Рагглз Вильсон вскоре купил рабов и заявил себя идейным защитником рабовладения. Впрочем, будучи человеком относительно гуманным, Джозеф организовал воскресную школу для своих рабов. В 1861 году Вильсоны выступили в поддержку Конфедерации. При церкви они открыли госпиталь для раненных солдат. Джозеф Рагглз Вильсон стал одним из основателей Южного Пресвитерианского Церковного Общества (которое откололось от Северного в 1861 году). Вскоре Джозеф Рагглз вступил в Конфедеративную армию капелланом. Из детских воспоминаний Вудро Вильсона самыми яркими были слова отца: «президентом избран Авраам Линкольн — значит, будет война!» и встреча с генералом Робертом Ли.

## Детство, юность, университет
Томас Вудро Вильсон не учился читать приблизительно до 12 лет, испытывая трудности при обучении. Потом он осваивал стенографию и прилагал значительные усилия к тому, чтобы компенсировать отставание в учёбе. Он учился дома у отца, затем — в маленькой школе в Августе.
В 1873 году поступил в Дэвидсонский колледж в Северной Каролине, в котором готовили служителей пресвитерианской церкви. В том же году Вудро присоединился к Колумбийской Первой Пресвитерианской Церкви и оставался её членом до конца своих дней. Из-за болезни летом 1874 года покинул колледж и поселился в Уилмингтоне (штат Северная Каролина), где теперь жила его семья.

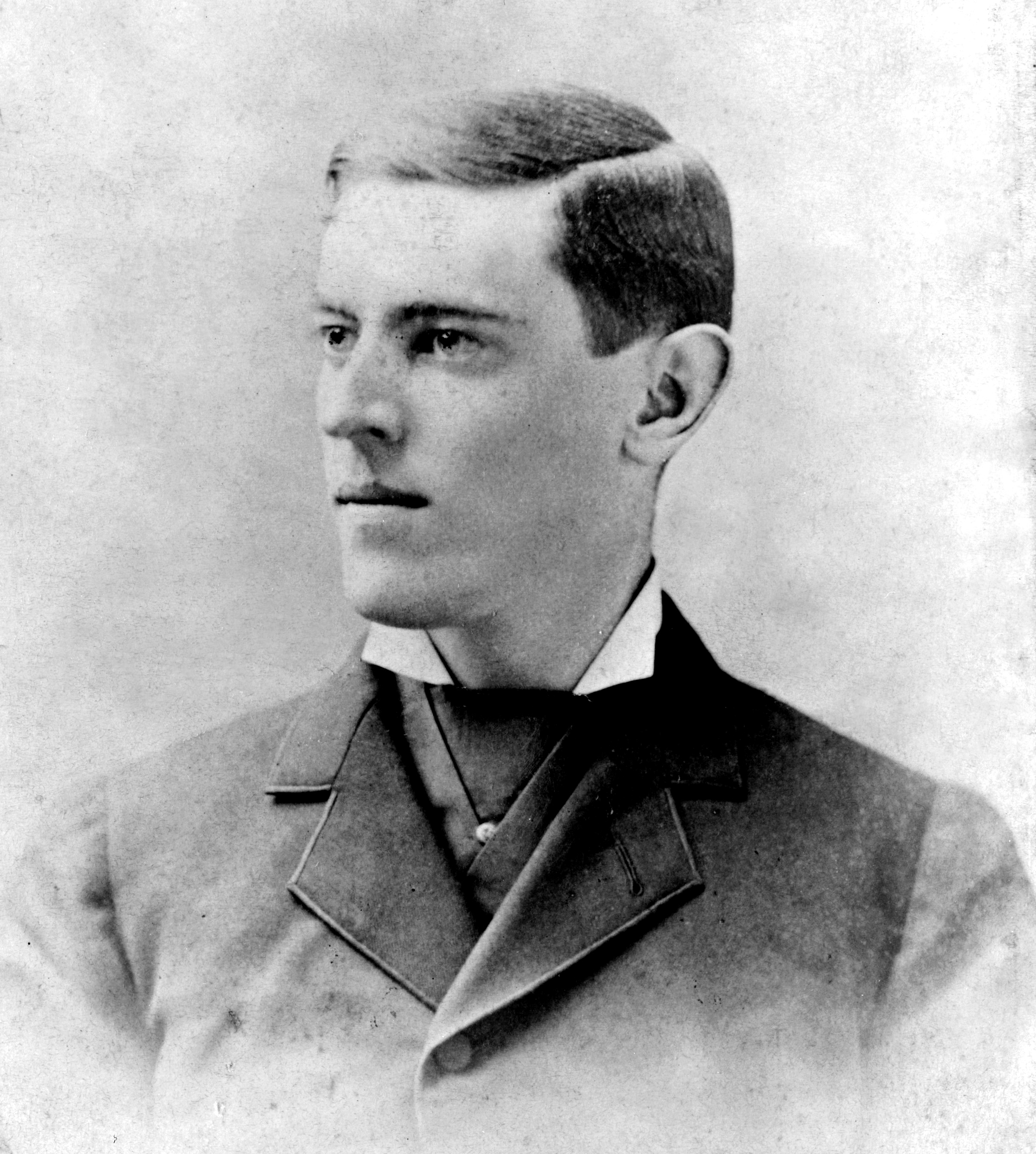
Вудро Вильсон около 1880 года

В 1875 году поступил в Принстонский университет, который окончил в 1879 году. Начиная со второго года обучения, активно интересовался политической философией и историей, был активным участником неформального дискуссионного клуба, организовал самостоятельное Либеральное дискуссионное общество.
В 1879 году Вильсон поступил в юридическую школу Виргинского университета, но в конце 1880 года из-за слабого здоровья уехал домой в Уилмингтон, где продолжил самостоятельные занятия.

## Год юридической практики
В 1882 году в Атланте успешно сдал экзамен на право заниматься юридической практикой. Один из однокурсников Вильсона по Виргинскому университету пригласил его присоединиться к своей юридической конторе в качестве партнёра. Вильсон присоединился к партнёрству в мае 1882 года и начал юридическую практику. В городе была жестокая конкуренция со 143 другими адвокатами, Вильсон редко вёл дела и быстро разочаровывался в юридической работе. Вильсон изучил законодательство с целью прийти в политику, но понял, что не может продолжить научные исследования и одновременно заниматься юридической практикой, чтобы нарабатывать опыт, и в июле 1883 года оставил юридическую практику, чтобы начать академическую карьеру.

## Академическая карьера
В апреле 1883 года Вильсон поступил в аспирантуру в Университет Джонса Хопкинса, чтобы выучиться на доктора философии в области истории и политологии. В январе 1885 года вышла его книга «Правление конгресса: исследование американской политики», где предлагалась реформа государственной власти в США путём усиления исполнительной власти — президента и членов его кабинета. За эту книгу Вильсон был удостоен специальной премии Университета Джонса Хопкинса.
Получив в 1886 году докторскую степень, Вильсон уехал преподавать историю в женский колледж Брин-Мор, около Филадельфии, затем перебрался в университет Уэслиан (Коннектикут). В 1890 году его пригласили преподавать политические науки в Принстонском университете. Написал «Историю американского народа» («A History of thé American People». Vol. 1—5, 1902). В 1902—1910 годах ректор Принстонского университета.

## Губернатор Нью-Джерси
В ноябре 1910 года его избирают губернатором штата Нью-Джерси от Демократической партии США. На посту губернатора он не следовал партийной линии и сам решал, что ему нужно делать.
Вильсон провёл в Нью-Джерси предварительные выборы для внутрипартийного избрания кандидатов и ряд социальных законов (например, страхование рабочих от несчастных случаев). В силу всего этого он стал известен за пределами одного региона.

## Президентские выборы 1912 года
Вудро Вильсон баллотировался в президенты от Демократической партии, будучи Губернатором Нью-Джерси. Его кандидатура была выдвинута Демократической партией как компромиссная в Балтиморе на собрании 25 июня — 2 июля после длительного внутрипартийного кризиса.
На выборах основными соперниками Вильсона стали действующий в то время 27-й президент США Уильям Тафт от Республиканской партии и 26-й президент США Теодор Рузвельт, который после отставки порвал отношения с Тафтом и Республиканской партией и создал Прогрессивную партию. Рузвельт и Тафт соперничали за голоса республиканцев, внося раскол и смятение в лагерь их сторонников, что значительно облегчило задачу демократу Вильсону. По мнению американских политологов, в случае неучастия Рузвельта в выборах Вильсон вряд ли бы выиграл у Тафта. Кроме того, 30 октября 1912 года умер вице-президент США Джеймс Шерман, оставив Тафта без кандидата в вице-президенты.
По результатам выборов Вудро Вильсон получил 41,8 % голосов, Теодор Рузвельт — 27,4 %, Уильям Тафт — 23,2 %. Вудро Вильсон победил в большинстве штатов и впоследствии получил 435 из 531 голоса выборщиков. Вице-президентом США был избран Томас Маршалл.
Вудро Вильсон стал первым президентом-южанином после Закари Тейлора, избранного в 1848 году и единственным из числа бывших граждан Конфедерации. Он также был единственным президентом США, имевшим докторскую степень, и одним из двух президентов, наряду с Теодором Рузвельтом, бывшим также президентом Американской исторической ассоциации.

## Первый президентский срок (1913—1917)

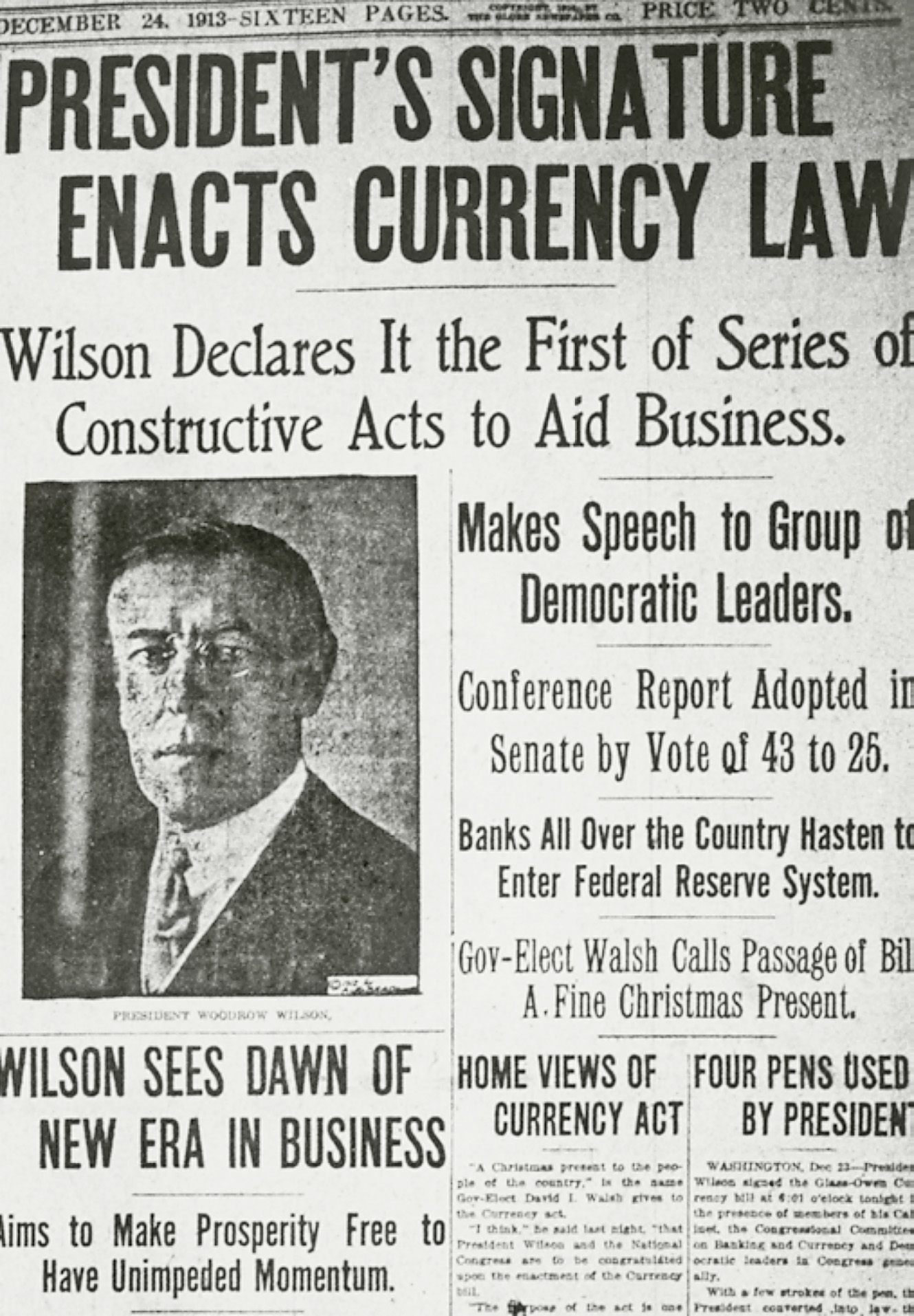
Газета от 24 декабря 1913 года. Вильсон подписал закон о Федеральном резерве. Создание Федерального резерва — принципиальная реформа государственного устройства США. Новыми и единственными деньгами США отныне стали «Federal Reserve Note».
В дальнейшей истории США только Джон Кеннеди попытается печатать другие деньги

В течение первого президентского срока Вудро Вильсон в рамках политики «Новой свободы» проводил экономические реформы — создание федеральной резервной системы, банковскую реформу, антимонопольную реформу, во внешней политике занимал нейтральную позицию, стараясь удержать страну от вступления в Первую мировую войну.

### Внешняя политика
В течение 1914—1917 годов Вудро Вильсон удерживал страну от вступления в Первую мировую войну. В 1916 году он предложил свои услуги в качестве посредника, но воюющие стороны не отнеслись к его предложениям серьёзно. Республиканцы, возглавляемые Теодором Рузвельтом, критиковали Вильсона за миролюбивую политику и нежелание создавать сильную армию. Вместе с тем, Вильсон завоевал симпатии пацифистски настроенных американцев, утверждая, что гонка вооружений приведёт к втягиванию США в войну.
Вильсон активно выступал против неограниченной подводной войны, которую развязала Германия. В рамках неограниченной подводной войны немецкие военно-морские силы уничтожали корабли, входящие в зону, прилегающую к Великобритании. 7 мая 1915 года немецкая подводная лодка потопила пассажирский лайнер «Лузитания», погибли более 1000 человек, из них 124 американца, что вызвало возмущение в США. В 1916 году он выдвинул ультиматум против Германии о прекращении неограниченной подводной войны, а также отправил в отставку своего пацифистски настроенного госсекретаря Брайана. Германия согласилась с требованиями Вильсона, после чего тот потребовал у Великобритании ограничить морскую блокаду Германии, что привело к осложнению англо-американских отношений.

## Президентские выборы 1916 года
В 1916 году Вильсон был повторно выдвинут кандидатом в президенты. Главным лозунгом Вильсона было «Он уберёг нас от войны». Оппонент Вильсона и кандидат от республиканцев Чарльз Эванс Хьюз выступал за то, чтобы уделять большее внимание мобилизации и подготовке к войне, а сторонники Вильсона обвиняли его в том, что он втягивает страну в войну. Вильсон выступал с достаточно миролюбивой программой, однако оказывал давление на Германию с целью прекратить неограниченную подводную войну. В избирательной кампании Вильсон сделал акцент на своих достижениях, воздерживаясь от прямой критики Хьюза.
Вильсон с трудом выиграл выборы, подсчёт голосов длился несколько дней и вызывал споры. Так, в Калифорнии Вильсон выиграл с небольшим перевесом в 3773 голоса, в Нью-Гемпшире с перевесом в 54 голоса, проиграл Хьюзу в Миннесоте с разницей в 393 голоса. При голосовании выборщиков за Вильсона было подано 277 голосов, за Хьюза 254. Считается, что Вильсон выиграл выборы 1916 года в основном за счёт избирателей, поддержавших в 1912 году Теодора Рузвельта и Юджина Дебса.

## Второй президентский срок (1917—1921)
На втором президентском сроке Вильсон сосредоточил свои усилия на Первой мировой войне, в которую США вступили 6 апреля 1917 года, спустя немногим более месяца после начала второго президентского срока Вильсона.

### Решение об участии США в войне

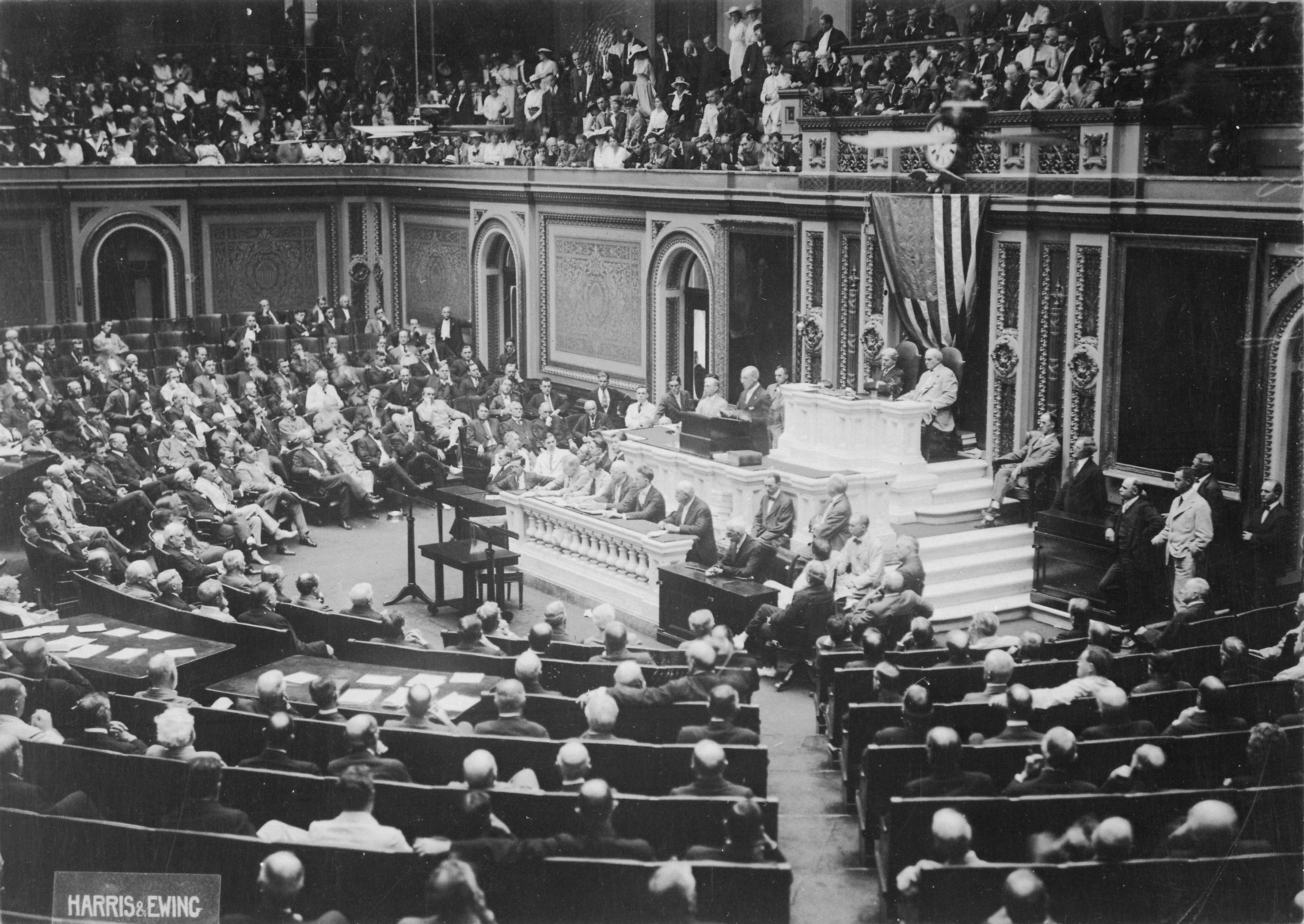
Президент Вильсон ставит перед Конгрессом вопрос об объявлении войны Германии. Заседание 3 февраля 1917 года

Когда Германия возобновила неограниченную подводную войну в начале 1917 года, Вильсон принял решение о вступлении США в Первую мировую войну. Он не подписывал союзнических соглашений с Великобританией или Францией, предпочитая действовать самостоятельно как «ассоциированная» (а не союзная) страна. Он сформировал многочисленную армию через воинскую повинность и назначил командующим генерала Джона Першинга, оставив ему значительную свободу усмотрения в вопросах тактики, стратегии и даже дипломатии. Он призвал «объявить войну, чтобы закончить все войны» — это означало, что он хотел заложить основы для мира без войн, предотвратить будущие катастрофические войны, сеющие смерть и разрушение. Эти намерения послужили основой для «Четырнадцати пунктов» Вильсона, которые были разработаны и предложены с целью решить территориальные споры, обеспечить свободную торговлю, создать организацию по поддержанию мира (которая позже появилась как Лига Наций). Вудро Вильсон к тому времени решил, что война стала угрозой для всего человечества. В своей речи об объявлении войны он заявил, что если бы США не включились в войну, вся западная цивилизация могла бы быть разрушена.

### Экономическая и социальная политика в начале войны
Чтобы подавить пораженческие настроения у себя дома, Вильсон провёл через Конгресс Закон о шпионаже (1917) и Закон о мятеже (1918), направленные на подавление антибританских, антивоенных или пронемецких настроений. Он поддерживал социалистов, которые, в свою очередь, поддерживали участие в войне. Хотя он сам не испытывал никакой симпатии к радикальным организациям, они видели большие плюсы в росте зарплат при администрации Вильсона. Вместе с тем, не было регулирования цен, и розничные цены резко возросли. Когда был увеличен подоходный налог, больше всего пострадали работники умственного труда. Большой успех имели военные облигации, выпускаемые Правительством.
Вильсон создал Комитет общественной информации во главе с Джорджем Крилом, который распространял патриотические антинемецкие обращения и в различной форме проводил цензуру, получивший в народе название «Creel Commission» («корзинный комитет»).

### Четырнадцать пунктов Вильсона
В своей речи перед Конгрессом 8 января 1918 года Вудро Вильсон частично скопировал «Декрет о мире», написанный Владимиром Лениным в ночь Октябрьской революции, и сформулировал свои тезисы о целях войны, получившие известность как «Четырнадцать пунктов».
Четырнадцать пунктов Вильсона (краткое изложение):
- I. Исключение секретных соглашений, открытость международной дипломатии.
- II. Свобода мореплавания за пределами территориальных вод
- III. Свобода торговли, устранение экономических барьеров
- IV. Разоружение, уменьшение вооружения стран до минимального уровня, необходимого для обеспечения национальной безопасности.
- V. Свободное и беспристрастное рассмотрение всех колониальных вопросов с учётом как колониальных притязаний владельцев колоний, так и интересов населения колоний.
- VI. Освобождение российских территорий, решение её вопросов исходя из её независимости и свободы выбора формы правления.
- VII. Освобождение территории Бельгии, признание её суверенитета.
- VIII. Освобождение французских территорий, восстановление справедливости в отношении Эльзас-Лотарингии, оккупированной в 1871 году.
- IX. Установление границ Италии по национальному признаку.
- X. Свободное развитие народов Австро-Венгрии.
- XI. Освобождение территорий Румынии, Сербии и Черногории, предоставление Сербии надёжного выхода к Адриатическому морю, гарантии независимости балканских государств.
- XII. Независимость турецких частей Оттоманской империи (современная Турция) одновременно с суверенитетом и автономным развитием народов, находящихся под властью Турции, открытость Дарданелл для свободного прохода судов.
- XIII. Создание независимого польского государства, объединяющего все польские территории и с выходом к морю.
- XIV. Создание всеобщего международного объединения наций в целях гарантии целостности и независимости как больших, так и малых государств.

Речь Вильсона вызвала неоднозначную реакцию как в самих США, так и у их союзников. Франция хотела получить от Германии репарации, поскольку французская промышленность и сельское хозяйство были уничтожены войной, а Великобритания как самая могущественная военно-морская держава не хотела свободы мореплавания. Вильсон шёл на компромиссы с Клемансо, Ллойдом Джорджем и другими европейскими лидерами в ходе Парижских мирных переговоров, стараясь, чтобы четырнадцатый пункт всё-таки был выполнен, и Лига Наций была создана. В конце концов соглашение о Лиге Наций было провалено Конгрессом, а в Европе только 4 из 14 тезисов были воплощены в жизнь.

### Другие военные и дипломатические действия
С 1914 и до 1918 годы США неоднократно вмешивались в дела стран Латинской Америки, особенно Мексики, Гаити, Кубы, Панамы. США ввели войска в Никарагуа и использовали их для поддержки одного из кандидатов в президенты Никарагуа, затем вынудили их заключить соглашение Брайана — Чаморро. Американские войска в Гаити вынудили местный парламент выбрать кандидата, поддержанного Вильсоном, и занимали Гаити с 1915 по 1934 год.
После того, как в России произошла Октябрьская революция и она вышла из войны, союзники послали войска, чтобы предотвратить присвоение большевиками либо немцами оружия, боеприпасов и других поставок, которые союзники осуществляли в помощь Временному правительству. Вильсон послал экспедиции на Транссибирскую железную дорогу, в ключевые портовые города Архангельск и Владивосток с целью перехватить поставки для Временного правительства. В их задачи не входила борьба с большевиками, однако несколько столкновений с ними имели место. Вильсон отозвал основные силы с 1 апреля 1920 года, хотя отдельные формирования оставались до 1922 года. В конце Первой мировой войны Вильсон вместе с Лансингом и Колби заложил основы для холодной войны и политики сдерживания.

### Версальский мир 1919 года
Работавший в первой половине 1920-х годов в Мюнхене американский дипломат Роберт Мёрфи в своих мемуарах писал: «Из всего увиденного у меня возникли большие сомнения в правильности подхода Вудро Вильсона, пытавшегося силой решить вопрос самоопределения. Его радикальные идеи и поверхностное знание практических аспектов европейской политики привело к ещё большей европейской дезинтеграции».

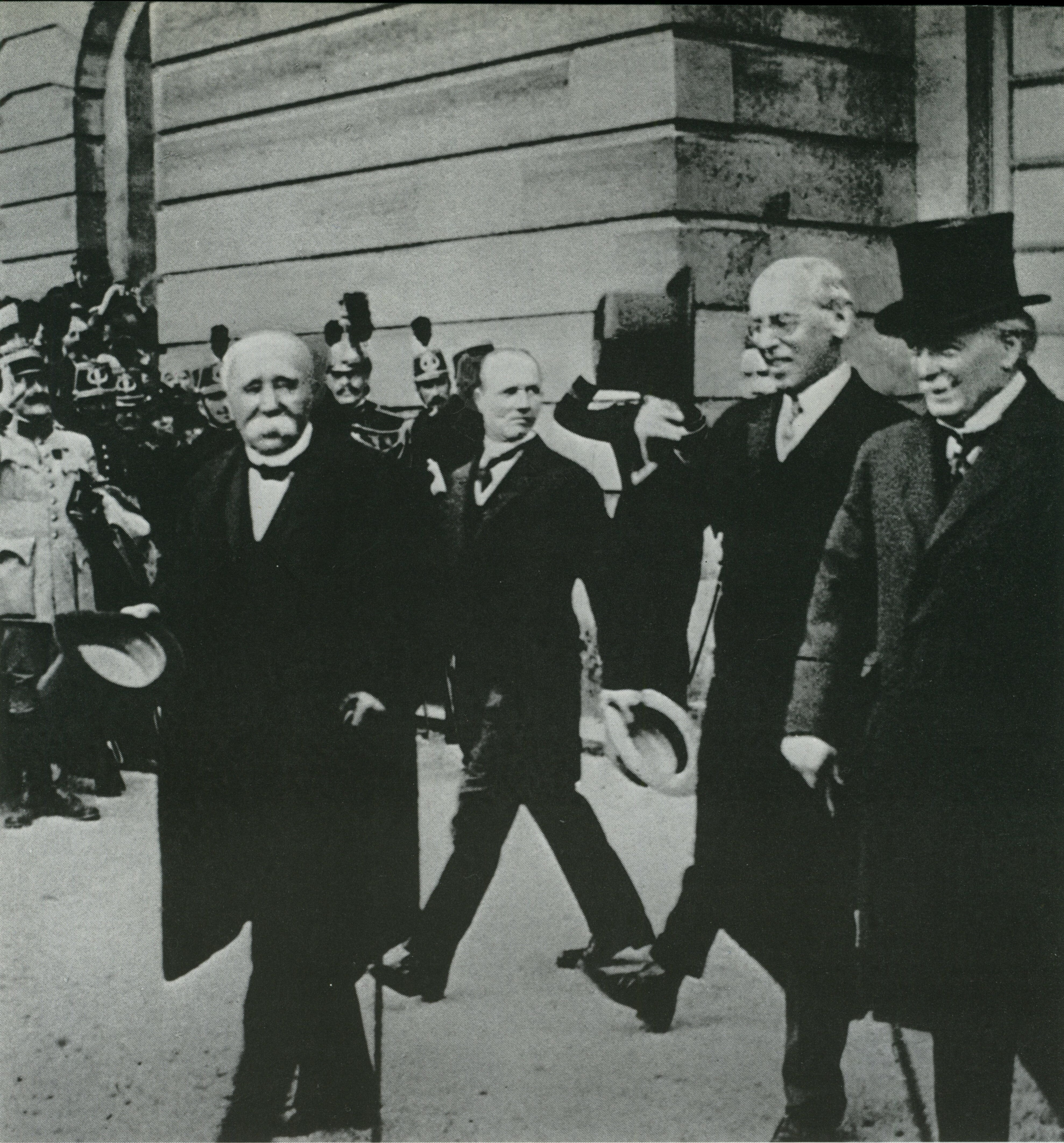
Подписавшиеся стороны Версальского мира. Ж. Клемансо, В. Вильсон, Д. Ллойд Джордж. Париж, 1919 год

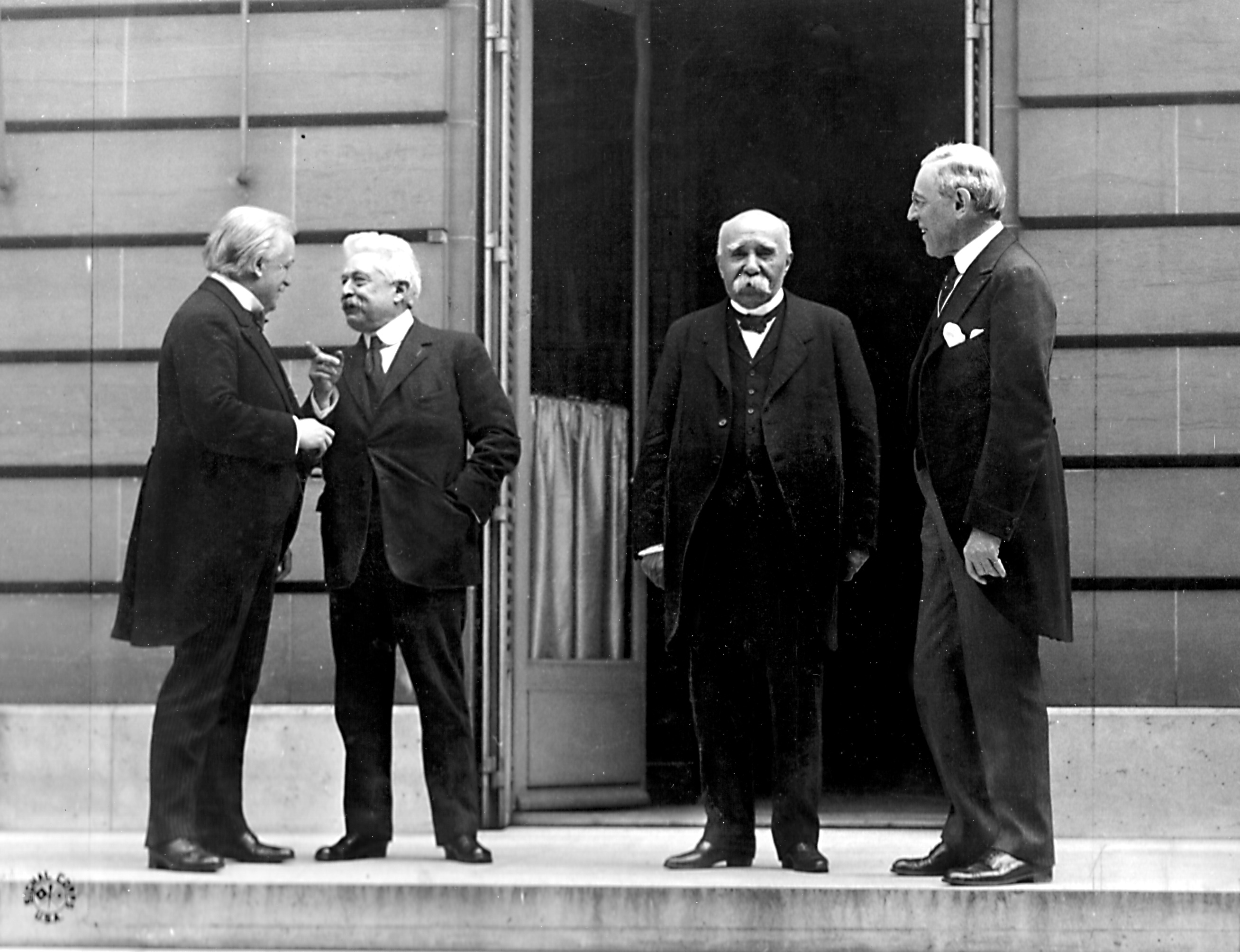
«Совет четырёх» на Версальской мирной конференции

После завершения Первой мировой войны Вильсон участвовал в переговорах, на которых решались вопросы государственности угнетаемых наций и установления равноправного мира. 8 января 1918 года Вильсон выступил в Конгрессе с речью, в которой озвучил свои тезисы мира, а также идею Лиги Наций с целью помочь сохранить территориальную целостность и политическую независимость больших и малых наций. Он видел в своих 14 тезисах путь к окончанию войны и достижению равноправного мира для всех наций.
Ещё в 1918 году в беседе с С. Эксоном Вильсон заявил, что 

Мир радикально изменится, и я убеждён, что правительства должны будут осуществлять многое, что ныне выпадает на долю отдельных лиц и корпораций.
Вильсон провёл шесть месяцев в Париже, участвуя в Парижской мирной конференции, и став первым президентом США, посетившим Европу при исполнении должностных обязанностей. Он постоянно работал над продвижением своих планов, добился включения положения о Лиге Наций в Версальское соглашение. Вильсон выступил за независимость Чехословакии.
Вильсон за его усилия по поддержанию мира получил в 1919 году Нобелевскую премию мира (всего эта премия присуждена четырём президентам США). Однако Вильсон был не в состоянии добиться ратификации Сенатом соглашения о Лиге Наций, и США не присоединились к ней. Республиканцы, возглавляемые сенатором Генри Лоджем, составляли большинство в Сенате после выборов 1918 года, но Вильсон отказался допустить республиканцев до переговоров в Париже и отверг предложенные ими поправки. Основное разногласие сводилось к тому, ограничит ли Лига Наций право Конгресса объявлять войну. Историки признавали неудачную попытку вхождения в Лигу Наций как самую большую неудачу администрации Вильсона.

### Завершение войны
Вильсон уделял недостаточное внимание проблемам демобилизации после войны, данный процесс был плохо управляемым и хаотическим. Четыре миллиона солдат были отправлены домой с небольшим количеством денег. Вскоре возникли проблемы в сельском хозяйстве, очень многие фермеры разорились. В 1919 году прошли волнения в Чикаго и других городах.
После ряда нападений радикальных анархистских групп в Нью-Йорке и других городах Вильсон поручил генеральному прокурору Митчелу Палмеру положить конец насилию. Было принято решение об аресте внутренних пропагандистов и высылке внешних.
В последние годы Вильсон порвал отношения со многими своими политическими союзниками. Он хотел идти на третий срок, но Демократическая партия его не поддержала.

### Недееспособность президента (1919—1921)

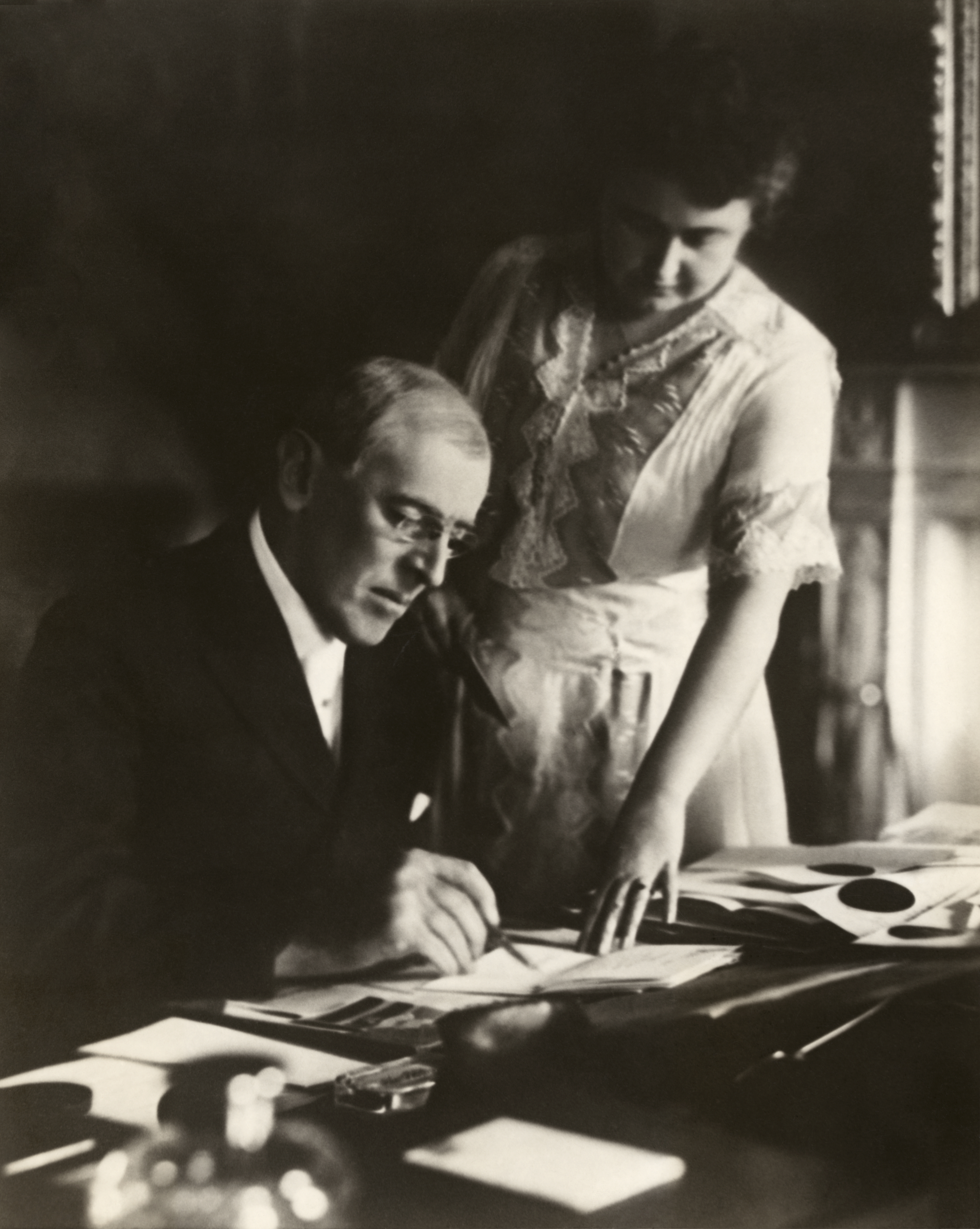
Вудро Вильсон с женой. Фото сделано после первого инсульта.

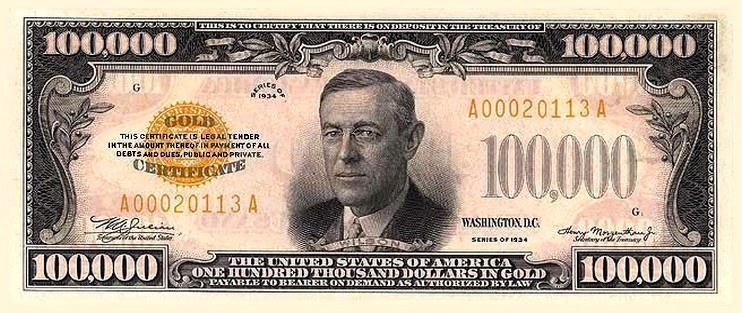
Банкнота номиналом 100 тысяч долларов с портретом Вильсона

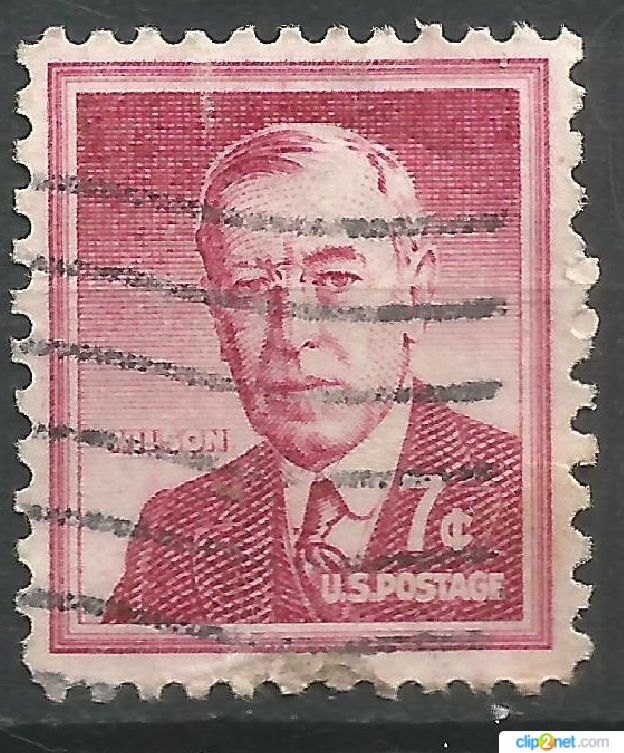
Почтовая марка США 1955 года

В 1919 году Вильсон активно агитировал за ратификацию соглашения о Лиге Наций, ездил с выступлениями по стране, в результате чего стал испытывать физическое перенапряжение и усталость. После одной из его речей в поддержку Лиги Наций в Пуэбло 25 сентября 1919 года Вильсон серьёзно заболел, а 2 октября 1919 года перенёс тяжёлый инсульт, в результате которого у него парализовало всю левую сторону тела и он ослеп на один глаз. В течение нескольких месяцев он мог передвигаться только в инвалидной коляске, впоследствии он мог ходить с тростью. Остаётся неясным, кто был ответственен за принятие решений исполнительной власти в период нетрудоспособности Вильсона. Считается, что скорее всего это были первая леди и президентские советники. Ближний круг президента во главе с его женой полностью изолировал вице-президента Томаса Маршалла от хода президентской переписки, подписания бумаг и прочего. Сам Маршалл не рискнул взять на себя ответственность принять полномочия исполняющего обязанности президента, хотя некоторые политические силы призывали его сделать это.

## Последние годы (1921—1924)
4 марта 1921 года президентом стал Уоррен Гардинг, Вудро Вильсон и его жена покинули Белый дом и поселились в Вашингтоне в Посольском квартале (Embassy Row). В этом же году Вильсон стал почётным доктором Варшавского университета. В последние годы Вильсон тяжело переживал неудачи при создании Лиги наций, считал, что обманул американский народ и напрасно втянул страну в Первую мировую войну. Вудро Вильсон умер 3 февраля 1924 года и был похоронен в Вашингтонском кафедральном соборе.

## Увлечения
Вудро Вильсон был страстным автолюбителем и совершал ежедневные автомобильные поездки, даже будучи президентом. Увлечение президента повлияло и на финансирование работ по строительству общественных дорог. Вудро Вильсон был бейсбольным болельщиком, в студенческие годы играл за студенческую команду, а в 1916 году стал первым действующим президентом США, посетившим чемпионат мира по бейсболу.

## Отображение в искусстве. Память

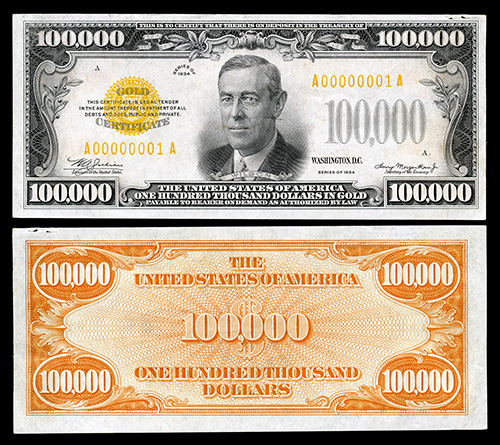
$100,000 золотой сертификат, 1934

В 1944 году о Вильсоне был снят биографический фильм «Вильсон» (англ. Wilson) режиссёра Генри Кинга с Александером Ноксом в главной роли (фильм получил пять «Оскаров»).
В 1951 году в советском художественном фильме «Незабываемый 1919 год» режиссёра Михаила Чиаурели, роль Вудро Вильсона сыграл Л. Корсаков
Вудро Вильсон изображён на купюре с номиналом в 100 тыс. долларов, самой крупной в истории страны.
В 1968 году в его память основан Международный научный центр имени Вудро Вильсона (Вашингтон).
В польском городе Познань находится памятник Вудро Вильсону, поставленный на месте перенесённого памятника деятеля польского рабочего движения Марцина Каспшака.
5 ноября 2011 года открыт памятник Вудро Вильсону в Праге (Чешская Республика). Это уже второй памятник, а первый был уничтожен во время Второй мировой войны.

### В военной историографии
Военный историк Дженнингс K. Уайз (Jennings Cropper Wise) писал: «Историки не должны никогда забывать того факта, что именно Вудро Вильсон обеспечил Льву Троцкому возможность попасть в Россию по американскому паспорту».

## Сочинения
- Государство : Прошлое и настоящее конституционных учреждений : С прил. текста важнейших конституций / Пер. под ред. А. С. Ященко. С предисл. М. М. Ковалевского. — М., 1905. — [800] с.
- Государственный строй Соединенных Штатов / Пер. с 20-го изд. под ред. П. П. Гронского и Ф. И. Корсакова, с предисл. проф. М. М. Ковалевского. — СПб., 1909. — [2], VI, 282, [1] с.
- Новая свобода = The New Freedom. — Одесса, 1919. — 169, [2] с.